# Myrtiá (Élide)
Pour les articles homonymes, voir Myrtiá.
Myrtiá, en grec moderne : Μυρτιά, est un village du dème de Pýrgos, district régional d’Élide, en Grèce-Occidentale.
Selon le recensement de 2011, la population du village s'élève à 898 habitants.